# 宣明曆
《宣明曆》是中国古代曆法，屬於陰陽曆。唐穆宗長慶二年（822年）施行，全称長慶宣明曆。景福元年（892年），被《崇玄曆》取代。
在日本贞观四年正月初一日（862年2月3日）取代《大衍曆》、《五紀曆》，到貞享元年十二月三十日（1685年2月3日），使用了823年。是使用最长的历法。 貞享二年正月初一日（1685年2月4日），改为《貞享曆》。